# Niels Bjerrum
 Der er flere personer med dette navn, se Niels Bjerrum (flertydig).
Niels Janniksen Bjerrum (født 11. marts 1879 i København, død 30. september 1958 i Valby) var en dansk kemiker.
Bjerrum blev student fra Metropolitanskolen 1897 og blev uddannet på Københavns Universitet fra 1897 til 1902. Han fik sin doktorgrad i 1908. Han udførte studier af koordinationskemi under Sophus Mads Jørgensen.
I 1912 blev han docent ved Københavns Universitet, og i 1914 blev han professor på Landbohøjskolen i København, hvor han efterfulgte Odin Tidemand Christensen. Han blev på denne post indtil han blev pensioneret i 1949. Fra 1939 til 1946 var han også direktør på Landbohøjskolen.
Bjerrumdiagrammer og bjerrum-længde er opkaldt efter Niels Bjerrum.
Niels Bjerrum blev nomineret til Nobelprisen i kemi tre gange: i 1927 af Fritz Weigert, i 1931 af Arnold Eucken og i 1956 af Hermann Irving Schlesinger og Walter Hieber. I 1954 blev han udnævnt til æresdoktor på Danmarks Tekniske Universitet.
Han er begravet på Solbjerg Parkkirkegård.

## Familie
Niels Bjerrum er søn af oftalmologen Jannik Petersen Bjerrum (1851–1920) og Anna K. L. Johansen (1856–1941). Han var gift med Ellen Emilie Dreyer. I 1909 fik de sønnen Jannik Bjerrum, der også blev kemiker og professor på Københavns Universitet. Han døde i 1992 og fik sønnererne Niels Bjerrum (født 1940) og Morten Jannik Bjerrum, der ligeledes kemikere og professorer i henholdsvis uorganisk- og materialkemi på Institut for Kemi på DTU og biouorganisk kemi på Kemisk Institut på Københavns Universitet.

## Hæder
- 1916: Medlem af Videnskabernes Selskab
- 1924: Ridder af Dannebrogordenen
- 1928: H.C. Ørsted Medaljen af Selskabet for Naturlærens Udbredelse
- 1936: Dannebrogsmændenes Hæderstegn
- 1937: Medlem af Akademiet for de Tekniske Videnskaber
- 1942: Kommandør af 2. grad af Dannebrogordenen
- 1949: Kommandør af 1. grad af Dannebrogordenen
- 1949: Dr. rer. nat. h.c. ved Georg-August-Universität Göttingen
- 1954: Dr. techn. h.c. ved Danmarks Tekniske Højskole
- 1955: Dr. phil. h.c. ved Åbo Universitet

Medlem eller æresmedlem af talrige udenlandske akademier og videnskabelige selskaber
Bjerrum Medaljen, der er en videnskabspris etableret i 1959, som uddeles til danske kemikere, er opkaldt efter ham.